# Pratapgarh
Pratapgarh es un pueblo y nagar Panchayat situado en el distrito de Pratapgarh en el estado de Uttar Pradesh (India). Su población es de 15071 habitantes (2011). 

## Demografía
Según el censo de 2011 la población de Pratapgarh era de 15071 habitantes, de los cuales 7832 eran hombres y 7232 eran mujeres. Pratapgarh tiene una tasa media de alfabetización del 70,07%, superior a la media estatal del 67,68%: la alfabetización masculina es del 77,74%, y la alfabetización femenina del 61,74%.